# 교향곡 1번 (슈만)
교향곡 1번 B♭ 장조 Op.38, 봄 교향곡으로도 알려진 곡은 로베르트 슈만이 작곡한 최초의 완성된 교향곡이다.

## 배경
클라라 비크와 결혼한 직후인 1840년 가을에 그는 "교향곡을 시도"했지만 1841년 초까지 첫 교향곡을 작곡하지 않았다. 그때까지 슈만은 피아노와 성악을 위한 작품으로 크게 유명했다. 클라라는 그녀의 일기에서 "그가 오케스트라를 위해 작곡하는 것이 가장 좋을 것이다. 그의 상상력은 피아노에서 충분한 범위를 찾을 수 없다. . . 그의 작곡은 모두 오케스트라 느낌이다. . . 나의 가장 큰 소원은 그가 오케스트라를 위해 작곡하는 것이다. 그것이 그의 분야이다! 그를 데려오는 데 성공할 수 있기를!"
슈만은 1월 23일부터 26일까지 4일간 교향곡을 스케치했고 2월 20일 까지 오케스트라를 완성했다.  초연은 1841년 3월 31일 라이프치히에서 펠릭스 멘델스존의 지휘 아래 열렸으며 교향곡은 열렬한 환영을 받았다. 클라라의 일기에 따르면 "봄의 교향곡"이라는 제목은 Adolf Böttger 의 시 Frühlingsgedicht . 교향곡의 시작은 전통적으로 Böttger의 시 " O wende, wende deinen Lauf/Im Thale blüht der Frühling auf! " (“오, 돌라, 오 돌이켜 진로를 바꾸라/ 계곡에 봄이 피어나리라!” ). 이 견해는 도전을 받았고 라이프치히 야간 경비원의 부름이 대안적인 출처로 언급되었다.

## 구조
교향곡은 2개의 플루트, 2개의 오보에, 2개의 클라리넷, 2개의 바순, 4개의 호른, 2개의 트럼펫, 3개의 트롬본, 팀파니, 삼각형 및 현악기로 구성된다. B♭, G♭, F, 3악장에 D, A, F의 특이한 조율을 사용하여 교향곡에서 팀파니 의 사용을 확대하였다. 3개의 팀파니가 필요한 스타일의 최초의 주요 오케스트라 작품이었다. 슈만은 교향곡의 최종 악보가 1853년에 출판될 때까지 약간의 수정을 가했다. 교향곡의 연주 시간은 해석에 따라 약 29~31분이다.
1. Andante un poco maestoso – Allegro molto vivace (B♭ major)
2. Larghetto (E♭ major)
3. Scherzo: Molto vivace (D minor) – Trio I: Molto piu vivace (D major) – Trio II (B♭ major) – Coda: Come sopra ma un poco più lento – Quasi presto – Meno presto (D major)
4. Allegro animato e grazioso (B♭ major)

원래 각 악장에는 "봄의 시작"이라는 별명이 붙은 첫 번째 악장, 두 번째 "저녁", 세 번째 "즐거운 놀이동료", 마지막 악장 "만개한 봄"과 함께 고유한 제목이 있었다. 그러나 슈만은 출판 전에 제목을 철회했다. 첫 번째 악장은 작곡가에 의해 "각성으로의 소환"과 "남자가 아주 늙을 때까지 흔들리고 해마다 놀라움을 주는 봄의 정열"로 묘사되었다. 한 학자는 "이것이 일종의 최후의 심판이라면 나머지 교향곡은 천국의 기쁨의 정원"이라고 썼다. 세 번째 악장의 첫 번째 트리오는 첫 번째 악장에서 모티브를 인용한다. 교향곡의 마지막 악장도 Kreisleriana의 마지막 주제를 사용하므로 작곡가의 피아노 작곡에서 낭만적이고 환상적인 영감을 불러 일으킨다.